# Яри (Польща)
Яри (пол. Jary, нім. Jäckel) — село в Польщі, у гміні Оборники-Шльонські Тшебницького повіту Нижньосілезького воєводства.
Населення — 122 особи (2011).
У 1975-1998 роках село належало до Вроцлавського воєводства.

## Демографія
Демографічна структура станом на 31 березня 2011 року:
|          | Загалом | Допрацездатний вік | Працездатний вік | Постпрацездатний вік |
| -------- | ------- | ------------------ | ---------------- | -------------------- |
| Чоловіки | 59      | 6                  | 46               | 7                    |
| Жінки    | 63      | 11                 | 36               | 16                   |
| Разом    | 122     | 17                 | 82               | 23                   |